# サミング
サミング（Thumbing）
- 格闘技における反則技の一種。本項で詳述。
- 管楽器における親指の使いかた。
- ルアーフィッシングにおける、ベイトリールのバックラッシュ防止策として使われる指の使い方。スピニングリールにも糸ヨレ防止策として指を使うサミングがある。

サミング（Thumbing）とは、目潰しの意味。格闘技における反則技の一つ。

## 概要
言葉の由来は親指を意味する英語「thumb」に由来する。手を開いた状態で、人差し指から小指を相手の側頭部に沿えるよう突き出すと、親指は自動的に目の位置に来る。これを目の中に入れることで一時的、あるいは永久的に失明させる技術のために、この名前がついたようだ。
ボクシング、総合格闘技などで故意の有無に関わらず見かけられる。特に、オープンフィンガーグローブを使用する総合格闘技（MMA）などでは多発する。近年ではアイポーク（eye poke、直訳すると目突き）の表記、表現を使用されるケースも多い。この反則技を使うことで多くのエピソードを持つのがジェラルド・ゴルドーである（詳細は同項目に記載）。
近年のMMAでは、目潰しの反則を取られないように、指を広げて手の平を地面に向けた手を、腕を伸ばして対戦相手の顔の近くに突き出し、相手がタックルや打撃を加えてこようと前進すると、指が「偶然」相手の目に入るという形で目潰しを行う。従って、目に入るのは親指以外の指の場合が多いため、サミングとは呼ばれないようである。
空手では上地流に折り曲げた親指で喉や目を攻撃する技術があり、拇指拳と呼ばれている。達人になると親指の打撃で木の板を割ることができる。
柔道には指当てを防いだ上で当身を入れ、投げる形がみられる（柔術の場合、中指と薬指を用いる。『柔道大辞典』）。